# Argo (sommergibile 1912)
L’Argo è stato un sommergibile della Regia Marina.

## Storia
Una volta in servizio fu assegnato alla II Squadriglia Sommergibili, basata a La Spezia; svolse attività addestrativa nel Tirreno settentrionale.
All'ingresso dell'Italia nella prima guerra mondiale faceva ancora parte della II Squadriglia, ma aveva cambiato base con Venezia; ne era comandante il tenente di vascello Guido del Greco.
Operò in funzione offensiva nell'Adriatico, al largo di Pola e Trieste.
Il 18 luglio 1916 fu inviato nell'Adriatico centrale a supporto di un attacco aereo che si sarebbe svolto nel Canale della Morlacca (tra Pago e la costa dalmata), con bersaglio alcuni mercantili del Lloyd Austriaco.
Il 26 agosto dello stesso anno (comandante dell'unità era il tenente di vascello Mario Falangola) l’Argo fu mandato ad ostacolare i lavori di recupero del sommergibile Pullino, incagliato e catturato dagli austriaci un mese prima ed affondato durante il rimorchio. L’Argo trovò due pontoni impegnati nel recupero della carcassa del Pullino e diede inizio ad un combattimento in superficie con la torpediniera 50 T, di scorta ai pontoni, ma dovette immergersi ed allontanarsi allorché uno dei motori diesel si guastò, non prima, però, di aver lanciato due siluri contro i pontoni (le due armi passarono sotto i pontoni senza scoppiare); questo |attacco dissuase la k.u.k. Kriegsmarine dal proseguire i tentativi di recupero del Pullino.
L'1-2 novembre fu inviato nella zona del canale di Fasana a supporto di un attacco di MAS che si sarebbe svolto in quel luogo.
Disarmato nel dicembre 1916, fu radiato nel 1918 e demolito.